# 韦尔德 (梅克伦堡湖区县)
韦尔德（德語：Werder）是德国梅克伦堡-前波美拉尼亚州的市镇，隶属于梅克伦堡湖区县，总面积为30平方千米，截至2020年总人口为559人。